# 트루맛쇼
《트루맛쇼》(The True-taste Show)는 맛집 프로그램의 실상을 파헤치기 위해 식당을 차리고 방송에 출연하는 내용을 담은 대한민국의 다큐멘터리 영화이다.

## 출연
- 박나림

## 기타
- 제작총괄: 예민정
- 제작총괄: 박문진
- 프로듀서: 고수석
- 프로듀서: 김대종
- 프로듀서: 기효영
- 프로듀서: 강수현
- 시각효과: 국헌
- 마케팅: 정영화
- 광고디자인: 서지훈
- 광고디자인: 진상현
- 디지털처리: 박영지
- 사운드믹싱: 정희구
- 트레일러: 기효영
- 트레일러: 강수현
- 번역: 정하연
- 번역: 고효진
- 번역: 송민경

## 사건
문화방송이 2011년 5월 25일에 법무법인 세종을 통해 '이 작품의 상영 금지 가처분 신청을 서울남부지방법원에 제출하였다. 문화방송측은 "영화 내용과 사실이 달라 명예를 심각하게 훼손하고 있으며, 이대로 영화가 개봉되는 것이 부적절하다”고 주장했다. 하지만, 서울남부지방법원 재판부는 "맛집 소개 프로그램이 넘치는 상황에서 돈을 주면 맛집으로 둔갑해 방송에 소개되는 현실을 고발하는 등 공익적 목적이 인정된다"면서 원고가 제기한 가처분 신청을 기각했다고 밝혔다.

## 같이 보기
- JTBC - 미각스캔들
- 똥